# 林师傅在首尔
《林師傅在首爾》為2012年中國大陸電視劇。由余淳執導，林永健、張瑞希領銜主演。講述了川菜師傅林飛來到韓國首爾挽救川菜館“芙蓉堂”以及他和“芙蓉堂”的經理朴善姬漸漸產生愛情的故事，於2012年2月26日登陆北京卫视、深圳卫视、陕西卫视。。

## 概要
本劇為中韓建交20週年紀念作。

## 登場人物

### 領銜主演
- 林　飛　林永健 飾

川菜名廚
- 朴善姬　張瑞希（韓國） 飾

川菜館“芙蓉堂”的經理

### 聯合演出
- 朴善美　代樂樂 飾

朴善姬的妹妹
- 朴俊男　劉維(劉宴辰) 飾

朴善姬的弟弟
- 佳寧　張佳寧 飾
- 浦金滙　王耀慶（臺灣） 飾
- 劉　婕　寧丹琳 飾
- 女士　宋丹丹 飾

林飛的師母，佳寧的母親
- 金盛實　波多江青（日本） 飾

芙蓉堂幕後老闆
- 金高麗(朴俊秀)　趙錦燾 飾

金盛實的養子，朴善姬的親弟弟
- 權本昌　李　琦 飾

川菜館“盡膳”的老闆
- 權錦綉　譚松韻 飾

權本昌的女兒
- 南宮烈　吳秀波 飾

川菜師傅
- 李永玉　張　野 飾

芙蓉堂主廚，不過沒什麼實力
- 樂　丁　英巴图 飾
- 崔春愛　徐冬冬 飾

## 花絮
2010年12月16日，該劇在成都開鏡。
該劇大部分都是在成都拍攝，由於報批手續出問題，只在韓國拍了一些鏡頭，因此有網友戲稱片名為《“人魚小姐”在成都》，《朴經理在成都》。